# Pete Ferenc
Pete Ferenc (Juta, 1917. február 2. – Mosdós, 2006. május 28.) újságíró, politikus, középiskolai tanár. Neve Pethe Ferenc formában is előfordul, közíróként pedig Gyutai Pete Ferenc, ill. Gy. Pete Ferenc változatban is. 
1945-től a Független Kisgazdapártban politizált, 1947–48: a Demokrata Néppárt képviselője volt. 1949-től Svájcban élve aktívan részt vett a magyar emigráció társadalmi és politikai életében. 1989–1997: tagja a Kereszténydemokrata Néppárt intézőbizottságának. A 90-es években visszaköltözött Magyarországra.

## Forrás és további információ
- Pete Ferenc életrajza a Kovács K. Zoltán Kutatóintézet honlapján
- Pete Ferenc életrajza az 1947–49-es Országgyűlési almanachban